# 麥克奈爾 (阿肯色州)
麥克奈爾（英語：McNair）是位於美國阿肯色州華盛頓縣的一個非建制地區。該地的面積和人口皆未知。

## 地理
麥克奈爾的座標為36°03′01″N 94°10′35″W / 36.05028°N 94.17639°W，而該地的平均海拔高度為387米（即1270英尺）。